# York River (Virginia)
Lo York River è un fiume navigabile della Virginia negli Stati Uniti. La sua larghezza va dai 1,6 chilometri della foce ai 4,0 dell'estuario che si getta nella Baia di Chesapeake. Il suo bacino attraversa l'area di 17 contee della Virginia a nord ed a est di Richmond. Importantissimo nella storia degli Stati Uniti, fu il luogo dei primi insediamenti della Colonia della Virginia ed ebbe un ruolo significativo sia nella guerra d'indipendenza americana che nella guerra di secessione.
Esso nasce a West Point, circa 64 chilometri ad est di Richmond, dalla confluenza del fiume Mattaponi e del fiume Pamunkey e si riversa nella Baia di Chesapeake in direzione sud-est, entrando nella baia a circa 8 chilometri da Yorktown.